# Hanne Schiefer
Johanna „Hanne“ Schiefer, geb. Johanna Griesinger, (* 13. Dezember 1914 in Lauffen am Neckar; † 23. September 2010 ebenda) war eine deutsche Bäuerin und Vorsitzende des Landfrauenverbandes Württemberg.

## Leben und Wirken
Hanne wuchs in Lauffen am Neckar auf. 1937 heiratete sie, ihr Mann starb im Zweiten Weltkrieg. Als Witwe und Mutter zweier Töchter musste sie früh den landwirtschaftlichen Betrieb eigenverantwortlich führen. Nach dem Krieg schloss sie sich den Landfrauen an und war Gründungsmitglied des Landfrauenverbandes Württemberg. Von 1956 bis 1970 war sie Kreisvorsitzende des Landfrauenverbands Heilbronn. Sie baute zahlreiche Verbindungen zu anderen Gruppierungen und Organisationen wie zum Landesfrauenrat, Bauernverband, Landjugend und WLZ Raiffeisen auf und pflegte sie. Die beliebten Freizeiten in Schramberg und Graun/Südtirol wurden von ihr ins Leben gerufen und geleitet. In ihrer Amtszeit wurden zwölf weitere Ortsvereine gegründet.
Von 1959 bis 1979 war Hanne Schiefer Landesverbandsvorsitzende des Landfrauenverbandes Württemberg-Baden e. V. Sie war als Referentin sehr gefragt und im ganzen Verbandsgebiet unterwegs. Für viele Gründungen von Ortsverbänden gab sie die Initialzündung. Als langjährige Landesverbandsvorsitzende des Landfrauenverbandes Württemberg-Baden fasste sie den Strukturwandel der Landwirtschaft nach dem Krieg mit den Worten „Loslösen – Anpassen – Riskieren“ prägnant zusammen. Die umtriebige Landfrau gab Impulse beim Bau der Bauernschule Hohenheim. Auch im Bundesvorstand der Landfrauen war sie vorübergehend Mitglied.
Hanne Schiefer engagierte sich vielfältig und auf mehreren Ebenen. Neben ihrer Tätigkeit für die Landfrauen war sie u. a. Mitglied bei der Verbraucherzentrale und beim Landesfrauenrat. Von 1959 bis 1973 war sie als Kreisrätin in Heilbronn tätig. Von 1975 bis 1977 war sie 2. Vorsitzende des Landesfrauenrats Baden-Württemberg.

## Ehrungen
Für ihre ehrenamtlichen Verdienste erhielt Hanne Schiefer mehrere Auszeichnungen:
- 1975 Verdienstmedaille des Landes Baden-Württemberg[4]
- 1979 Großes Verdienstkreuz der Bundesrepublik Deutschland[5]
- Sie war Ehrenmitglied im Weinbauverband Württemberg e. V.[6] und Ehrenpräsidentin des LandFrauenverbandes Württemberg-Baden e. V.[7]